# Tučapy (district d'Uherské Hradiště)
Pour les articles homonymes, voir Tučapy.
Tučapy (en allemand : Tutschap ou Tuczap) est une commune du district d'Uherské Hradiště, dans la région de Zlín, en République tchèque. Sa population s'élevait à 253 habitants en 2020.

## Géographie
Tučapy se trouve à 13 km à l'ouest d'Uherské Hradiště, à 32 km au sud-ouest de Zlín, à 56 km à l'est-sud-est de Brno et à 239 km au sud-est de Prague.
La commune est limitée par Boršice au nord et à l'est, par Polešovice au sud et au sud-ouest, et par Stříbrnice au nord-ouest.

## Histoire
La première mention écrite du village date de 1131.